# Gökens rop
Gökens rop (engelsk originaltitel: The Cuckoo's Calling) är en kriminalroman från 2013 skriven under pseudonymen Robert Galbraith av den brittiska författaren J. K. Rowling. Bokens stil har liknats vid P.D. James och Ruth Rendell. Boken är den första av en serie av tre böcker om privatdetektiven Cormoran Strike. Uppföljaren heter Silkesmasken och utgavs 2014. 

## Handling
En fotomodell faller från en balkong i London. Även om det antas att hon har begått självmord kopplar hennes bror in en privatdetektiv, Cormoran Strike - en desillusionerad krigsveteran som visserligen får pengar för fallet, men möter en allt mörkare värld som blir allt mer farlig.